# Fisica dei cartoni animati

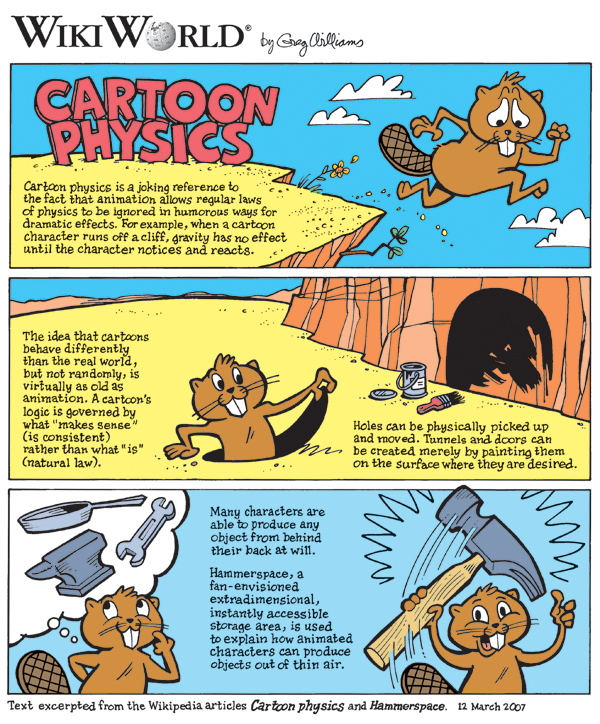
Illustrazione in inglese

L'espressione fisica dei cartoni animati suggerisce le modalità con cui l'animazione permette di piegare o ignorare le normali leggi della fisica in modo da rendere le situazioni più divertenti o drammatiche. Ad esempio, quando un personaggio corre oltre un burrone, può continuare a camminare liberamente finché non si rende conto della situazione.  Queste leggi vennero più o meno consciamente codificate negli anni trenta e quaranta, quando gli stessi espedienti comici iniziarono a essere utilizzati regolarmente nelle produzioni Warner, MGM e Paramount.

## Da forma comica a stile
(Art Babbitt)
Inizialmente, tralasciare ed alterare le leggi della fisica era un modo semplice per far ridere le persone. Col passare degli anni però si trasformò in una vera e propria caratteristica tipica dell'animazione americana. le leggi della fisica non vengono stravolte come in quelli delle case produttrici prima citate, e comunque non con effetti comici.